# Turbonilla virga
Turbonilla virga är en snäckart som beskrevs av Dall 1884. Turbonilla virga ingår i släktet Turbonilla och familjen Pyramidellidae. Inga underarter finns listade i Catalogue of Life.